# Lykkens Galoscher (film fra 1908)
 For alternative betydninger, se Lykkens Galoscher. (Se også artikler, som begynder med Lykkens Galoscher)
Lykkens Galoscher er en dansk stumfilm fra 1908 produceret af Nordisk Films Kompagni og instrueret af Viggo Larsen.
Filmen er baseret på H.C. Andersens eventyr af samme navn. 
Filmen havde dansk premiere den 5. april 1908 i Istedgades Biograf. 

## Medvirkende
- Gustav Lund
- Robert Storm Petersen
- Oda Alstrup